# Maite Nkoana-Mashabane
Maite Emily Nkoana-Mashabane (Ga-Makanye, Provincia de Limpopo, 30 de septiembre de 1963) es una política sudafricana. Ha sido Ministra sudafricana de Relaciones Internacionales y Cooperación desde 2009, relevando a Nkosazana Dlamini-Zuma, Ministra de Desarrollo Rural y Reforma de la Tierra desde 2018 y Ministra de la Presidencia para las Mujeres, Jóvenes y Personas con Discapacidades desde 2019.
Es miembro del Comité Ejecutivo Nacional del Congreso Nacional Africano (ANC), partido político sudafricano en el que milita. Ha formado parte del Parlamento en la Asamblea Nacional y ha ocupado cargos de diplomacia internacional.

## Trayectoria
Nkoana-Mashabane nació en Ga-Makanye, provincia de Limpopo. Durante la época del apartheid fue una activista del Frente Democrático Unido (UDF). Después pasó a ser designada como Alta Comisionada del Sur de África a la India y Malasia. Su exesposo Norman Mashabane, Embajador de Indonesia, fue acusado de acoso sexual.
Fue miembro del Parlamento en la Asamblea Nacional entre 1994 y 1995 y posteriormente fue enviada a misiones diplomáticas en países como la India, Malasia y las Maldivas.
Entre sus referencias políticas, destaca a las mujeres que protagonizaron la Marcha de 1956, encabezada por Lilian Ngoyi, Helen Joseph, Albertina Sisulu y Sophia Williams-De Bruyn.
Nkoana-Mashabane nombrada Ministra de Relaciones Internacionales y Cooperación de Sudáfrica el 11 de mayo de 2009 por el presidente Jacob Zuma. Fue Presidenta de la Conferencia de las Naciones Unidas de 2011 sobre Cambio Climático, celebrada en la localidad sudafricana de Durban del 28 de noviembre al 11 de diciembre.
Ocupó las carteras de Ministra de Relaciones Internacionales y Cooperación desde el 26 de mayo de 2014 hasta el 26 de febrero de 2018 y de Ministra de Desarrollo Rural y Reforma Agraria el 27 de febrero de 2018.
El 30 de mayo de 2019 se hizo cargo del Ministerio de la Presidencia para las Mujeres, Jóvenes y Personas con Discapacidades.